# Elatostema lignescens
Elatostema lignescens är en nässelväxtart som beskrevs av Hallier f. och Hallier f. Elatostema lignescens ingår i släktet Elatostema och familjen nässelväxter. Inga underarter finns listade i Catalogue of Life.